# Liste der deutschen Botschafter im Südsudan
Die Liste der deutschen Botschafter im Südsudan enthält alle Botschafter der Bundesrepublik Deutschland im Südsudan. Sitz der Botschaft ist in Juba.
Die Republik Südsudan erklärte am 9. Juli 2011 ihre Unabhängigkeit vom Sudan. Sie wurde in der Folge von der Bundesrepublik Deutschland als souveräner Staat anerkannt. Deutschland und Südsudan nahmen diplomatische Beziehungen auf.
| Name                  | Amtszeit  |
| --------------------- | --------- |
| Peter Felten          | 2011–2013 |
| David Schwake         | 2013–2015 |
| Johannes Lehne        | 2015–2017 |
| Jan Hendrik van Thiel | 2017–2019 |
| Manuel Müller         | 2019–2021 |
| Tobias Eichner        | 2021–2023 |
| Christian Sedat       | 2023–2025 |

## Weblink
Webseite der Deutschen Botschaft Dschuba. Abgerufen am 14. August 2020.